# Donald Duck: Goin' Quackers
Donald Duck: Goin' Quackers! (Pato Donald: Cuac Attack! en español) es un videojuego protagonizado por el Pato Donald para Game Boy Color, PC, PlayStation, Nintendo 64, Dreamcast, PlayStation 2 y GameCube. Fue creado por Ubisoft en 2000. También fue reeditado en PlayStation Network en febrero de 2012 como parte de la línea "Clásicos de PS2".

## Trama
El malvado hechicero Merlock ha secuestrado a Daisy, y Donald, con la ayuda de Gyro Gearloose, hace la competencia a Gladstone Gander para salvarla. Donald se tiene que enfrentar a viejos enemigos suyos como Magica De Spell o los Beagle Boys, y también a nuevos enemigos como Bernadette, el Pájaro. El juego se divide en cuatro niveles: Duckie Mountain, Duckburg, la mansión de Magica y el templo azteca de Merlock. A lo largo de los niveles, Donald deberá recuperar varios juguetes de sus sobrinos (hechizados por libros mágicos de Merlock), completar el puzzle del jefe final del nivel o superar el tiempo límite de las carreras de Gander (en las que obtendrá un traje nuevo).